# Philipp Spitta (musikforskare)
Julius August Philipp Spitta, född den 27 december 1841 i Wechold, Hannover, död den 13 april 1894 i Berlin, var en tysk musikskriftställare: Han var son till teologen Philipp Spitta och bror till hymnologen Friedrich Spitta.
Spitta studerade filologi i Göttingen, verkade 1864-75 som gymnasielärare i Reval, Sondershausen och Leipzig, erhöll 1875 en nyinrättad professur i musikhistoria vid Berlins universitet samt blev ständig sekreterare i konstakademien och lärare vid kungliga musikhögskolan, vars direktör han blev 1882. Han utnämndes 1891 till geheimeregeringsråd.
Spitta är jämte Chrysander grundläggare av den moderna musikhistoriska forskningen i Tyskland. Rykte vann han genom sitt stora verk Johann Sebastian Bach (2 band, 1873-80), den under lång tid förnämsta biografin över sitt föremål, klassisk såväl i mannens karakteristik och de konstnärliga analyserna av hans verk som i den på trägna originalundersökningar stödda historiska framställningen, vari bland annat uppdagas de många rottrådar, som från Bach leder tillbaka till hela 1600-talets tyska musik.
Spitta skrev även en kort biografi över Schumann (1882), utgav kritiska upplagor av Buxtehudes orgelverk (2 band, 1876-78) och Heinrich Schütz samlade tonverk (16 band, 1885-94) samt ett urval av Fredrik den stores kompositioner (4 band, 1889), uppsatte och redigerade med Chrysander och Guido Adler den värdefulla "Vierteljahrsschrift für Musikwissenschaft" (1885-94) och gav uppslag till utgivningsserien Denkmäler deutscher Tonkunst (1892 ff.).
Sina strödda uppsatser samlade han i Zur Musik (1892) och Musikgeschichtliche Aufsätze (1894). Spitta var en utmärkt lärare och föreläsare; han utbildade så framstående musikhistoriker som Emil Vogel, Oskar Fleischer, Max Seiffert, Adolf Sandberger, Max Friedlaender och Peter Wagner.